# Gir oceànic
En oceanografia, un gir oceànic, o simplement un gir, és qualsevol gran sistema de corrents marins rotatius, particularment els que estan relacionats amb els grans moviments del vent. Els girs són causats per l'efecte de Coriolis; la vorticitat planetària longitudinal, juntament amb la fricció horitzontal i vertical, és el que determina els patrons de circulació del bucle de vent (parell motor). El terme gir pot ser usat per a referir-se a qualsevol tipus de vòrtex, tant en l'aire com en el mar, i fins i tot per a aquells fabricats per l'ésser humà, però és més comunament usat en oceanografia per a referir-se als grans sistemes oceànics.

## Origen

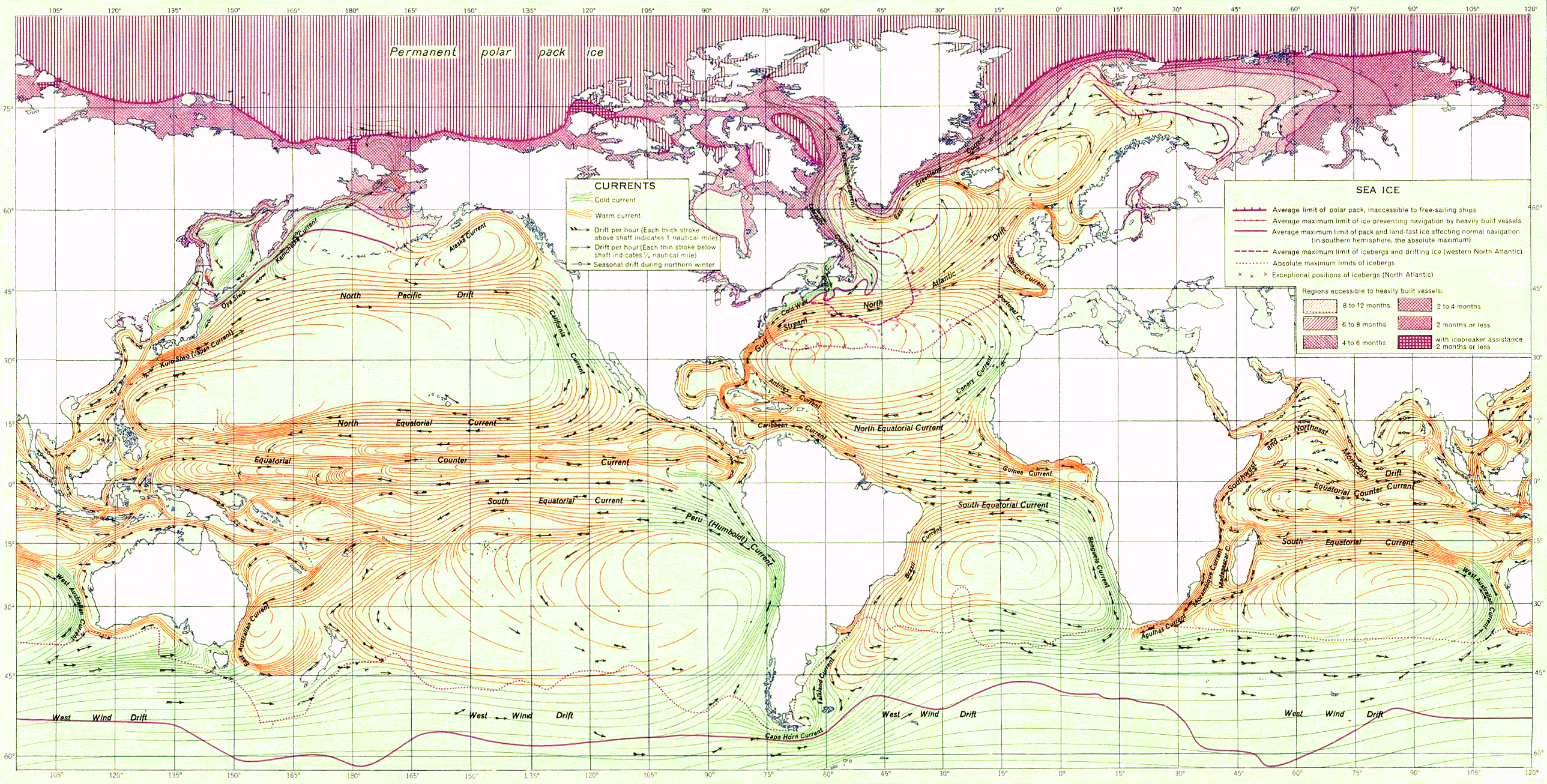
Corrents marins a la superfície dels oceans i mars. Els corrents marins càlids apareixen en color vermell i groc, l'aflorament d'aigües profundes i fredes a les costes occidentals dels continents en color verd, i els corrents freds en color morat o rosat

Des de fa unes quantes dècades, se sap que l'estructura dels corrents marins a escala global és tridimensional, amb moviments horitzontals a la superfície, en què el vent i la inèrcia produïda per la rotació terrestre juguen un important paper amb moviments verticals, en els quals la configuració del relleu submarí i de les costes modifiquen els efectes de la rotació de la Terra, que crea una força centrífuga que tendeix a "ocupar" el nivell oceànic al llarg de la circumferència equatorial. Es tracta del corrent equatorial que es dirigeix, per inèrcia, en sentit contrari a la rotació terrestre.
Al fons submarí tant de l'oceà Atlàntic com del Pacífic, l'aigua acompanya la litosfera en el moviment de rotació terrestre i això es deu a l'enorme pressió que suporten aquestes aigües abissals. Però, en arribar a les costes occidentals dels continents, el talús continental, que constitueix un pla inclinat, actua com una mena d'"ascensor" per a aquestes aigües profundes fent-les pujar i creant el que s'anomena surgència d'aigües fredes, que ve a ocasionar un corrent, aquest cop superficial, en sentit contrari al que tenien les aigües profundes, és a dir, d'est a oest.
D'aquesta manera, s'originen en les costes occidentals dels continents corrents d'aigües molt fredes, ja que emergeixen de gran profunditat.
En resum, els patrons de circulació de les aigües oceàniques s'originen per una complexa síntesi de forces que actuen de manera diversa i variable en el temps i en l'espai, i les més importants d'aquestes forces són: el moviment de rotació terrestre, la configuració del fons submarí, la forma de les costes i la seva influència en la direcció dels corrents, la desigual absorció i transport de calor per la radiació solar absorbida per les aigües marines, la influència mútua entre els corrents marins i els vents, la desviació dels corrents a causa de l'efecte de Coriolis (que, al seu torn, també es deu als efectes de la rotació terrestre), etc.

### La rotació terrestre i els corrents oceànics
La rotació de la Terra té uns efectes que es poden apreciar en la direcció dels corrents oceànics, en els patrons que s'observen en la dinàmica atmosfèrica, en l'efecte Coriolis, en els patrons dels vents, especialment, dels planetaris, en la dinàmica fluvial i en l'aparició d'aigües fredes de les profunditats submarines a les costes occidentals dels continents, específicament en la zona intertropical. És la responsable (després de la calor del sol), del corrent en jet (jet-stream). També és la responsable de la inflor equatorial del nostre planeta i, per tant, de l'aplanament polar, encara que, probablement, aquesta inflor equatorial es va produir en períodes de la història geològica del nostre planeta en els quals la seva temperatura era més alta, i tenia un tipus de consistència molt més plàstica i més fàcil de deformar.

### Efecte Coriolis
L'efecte Coriolis, descrit el 1835 pel científic francès Gaspard-Gustave Coriolis, és l'acceleració relativa que pateix un objecte que es mou dins d'un sistema de referència en rotació quan varia la seva distància respecte a l'eix de gir. L'efecte Coriolis fa que l'objecte que es mou sobre el radi d'un disc en rotació tendeixi a accelerar o frenar aquest disc segons si el moviment és cap a l'eix de gir o se n'allunya, respectivament. Pel mateix principi, en el cas d'una esfera en rotació, els moviments d'un objecte en moviment en qualsevol direcció sobre l'esfera també en moviment (de rotació) resulten afectats per aquest efecte, ja que, encara que la velocitat angular de la rotació terrestre es manté sempre igual (15° de longitud geogràfica per hora), quan ens referim a la velocitat real (lineal), varia considerablement des de l'equador, on és màxima (1.674 km/h) fins als pols, on s'anul·la.
Així doncs, quan un mòbil es desplaça sobre la superfície terrestre, sempre es mourà des d'un punt amb una velocitat real de rotació donada fins a un altre punt amb una velocitat diferent (més gran si l'objecte en moviment es desplaça d'est a oest, és a dir, contrari al moviment de rotació que és d'oest a est, i menor en cas contrari, és a dir, quan el mòbil es desplaça d'oest a est). Pensem per un moment que viatgem en un avió que vola sobre l'equador d'est a oest a 1.674 km/h durant un dia, sortint a les 12 del migdia: sempre tindríem el sol dalt però després d'una volta al voltant de la Terra hauríem d'afegir un dia (hem recorregut uns 40.000 km en 24 hores).
La magnitud física subjacent a l'efecte Coriolis és la inèrcia del cos -anomenada conservació del moment angular, en el cas de cossos girant al voltant d'un eix-, que fa que l'acceleració que té el marc de referència (el gir implica una acceleració, ja que el vector velocitat varia de manera contínua), en no ser aplicada al cos, produeixi l'aparença que aquest s'està accelerant absolutament.
En termes més rigorosos, es denomina força de Coriolis la força que cal exercir sobre un cos perquè no modifiqui la seva velocitat angular quan varia la seva distància respecte a l'eix, és a dir, la força que cal exercir perquè l'efecte Coriolis no es manifesti. Això és anàleg al cas de la força necessària perquè un cos amb una distància fixa respecte a l'eix es mantingui, força que s'anomena força centrípeta i l'absència en produeix l'aparença de força (o força fictícia), anomenada força centrífuga.
Un exemple canònic de l'efecte Coriolis és l'experiment imaginari en què disparem un obús des de l'equador en direcció nord. El canó està girant amb la Terra cap a l'est i, per tant, imprimeix a l'obús aquesta velocitat (a més de la velocitat cap endavant de la càrrega d'impulsió). En viatjar l'obús cap al nord, sobrevola punts de la Terra i la velocitat lineal cap a l'est va disminuint amb la latitud creixent. La inèrcia de l'obús cap a l'est fa que la seva velocitat angular augmenti i si el vol és prou llarg (vegeu càlculs al final de l'article sobre l'efecte de Coriolis), l'obús caurà en un meridià situat a l'oest d'aquell des del qual es va disparar, tot i que la direcció del tret va ser exactament cap al nord. Finalment, l'efecte Coriolis, en actuar sobre masses d'aire (o aigua) en latituds intermèdies, indueix un gir en desviar cap a l'est o cap a l'oest les parts d'aquesta massa que guanyin o perdin latitud, de manera semblant a com gira la bola de l'exemple (de nou en l'exemple mostrat en l'article sobre l'efecte de Coriolis).

## Majors girs
Els següents cinc girs oceànics són els més notables:
- Gir de l'Atlàntic Nord
- Gir de l'Atlàntic Sud
- Gir de l'oceà Índic
- Gir del Pacífic Nord
- Gir del Pacífic Sud
- Gir de Beaufort

## Altres girs

### Girs tropicals

Tots els girs més grans del món

Els girs tropicals estan menys unificats i tendeixen a estar més estesos en direcció oest-est i, en menor mesura, en direcció nord-sud. Alguns exemples:
- Sistema de corrents equatorials de l'Atlàntic (dos corrents amb rotació contrària).
- Sistema de corrents equatorial del Pacífic.
- Girs monsònics de l'Índic (dos corrents amb rotació contrària al nord de l'oceà Índic).[3]

### Girs subtropicals
El centre d'un gir subtropical és una zona d'alta pressió. La circulació al voltant de l'alta pressió és en el sentit horari a l'hemisferi nord i en sentit antihorari a l'hemisferi sud a causa de l'efecte de Coriolis. L'alta pressió en el centre és deguda als vents de l'oest en el costat nord del gir i als vents verns de l'est al costat sud del gir. Això causa corrents superficials de fricció cap a la latitud en el centre del gir. L'acumulació d'aigua en el centre del gir crea un flux equatorial en l'oceà en els 1.000 a 2.000 m superiors mitjançant dinàmiques més complexes. Aquest flux equatorial es torna cap als pols en un corrent de límit oest intensificat.
Aquests corrents intensificats fronterers són: en el gir de l'Atlàntic Nord, el corrent del Golf; en el gir del Pacífic Nord, el corrent de Kuroshio; en el gir de l'Atlàntic Sud, el corrent de Brasil; en el gir del Pacífic Sud, el corrent d'Austràlia oriental; i en el gir de l'oceà Índic, el  corrent d'Agulhas.

### Girs subpolars
Els girs subpolars es formen en les latituds altes (al voltant dels 60°). La circulació del vent i l'aigua és en sentit antihorari a l'hemisferi nord, al voltant d'àrees de baixes pressions, com les persistents auletianes baixes i la depressió d'Islàndia. Els corrents de superfície es mouen, generalment, cap a l'exterior des del centre del sistema. Això condueix al transport d'Ekman, que crea una surgència d'aigua rica en nutrients en llocs poc profunds.
La circulació subpolar en l'hemisferi sud està dominada pel corrent circumpolar antàrtic, a causa de l'absència d'importants masses de terra que arribin a l'oceà Antàrtic. Hi ha alguns girs menors al mar de Weddell i al mar de Ross, com el gir de Weddell i el gir de Ross, que circulen en direcció horària.